# Burzeldorne
Die Pflanzengattung Burzeldorne (Tribulus) gehört zur Familie der Jochblattgewächse (Zygophyllaceae). Die bekannteste Art ist der Erd-Burzeldorn (Tribulus terrestris).

## Beschreibung und Synökologie

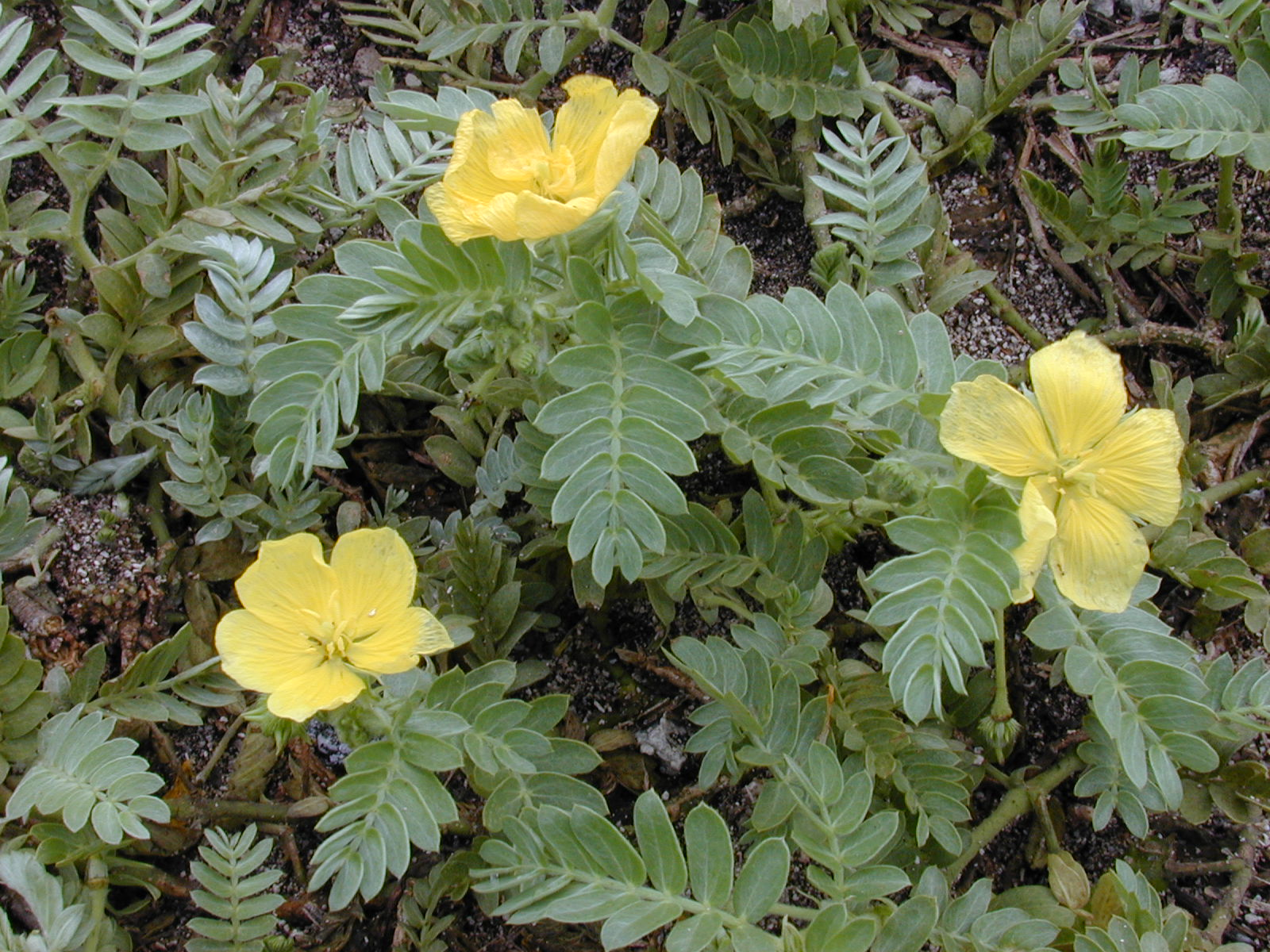
Habitus, behaarte Laubblätter und fünfzählige Blüten von Tribulus cistoides

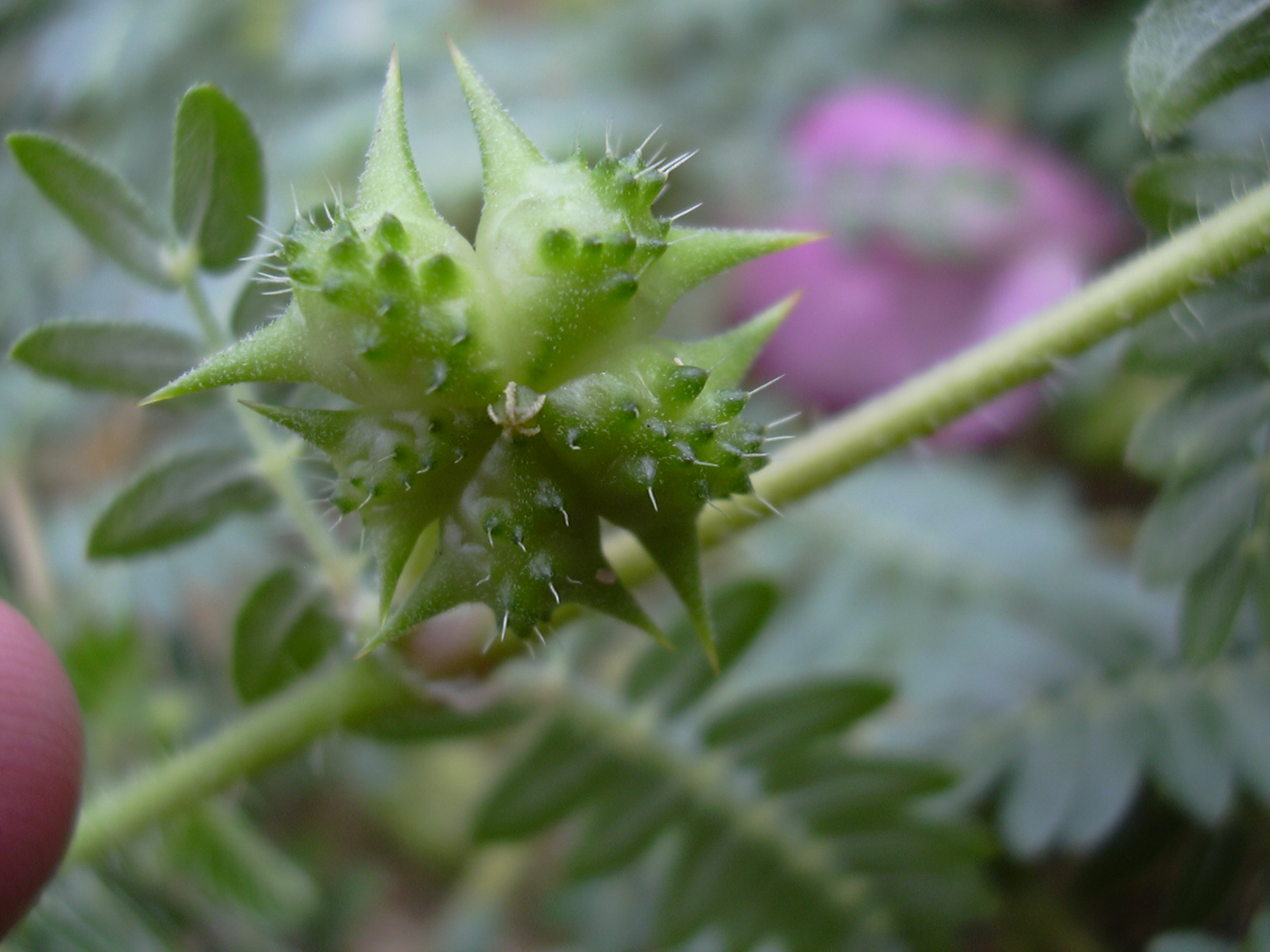
Die typischen Früchte des Erd-Burzeldorn (Tribulus terrestris)

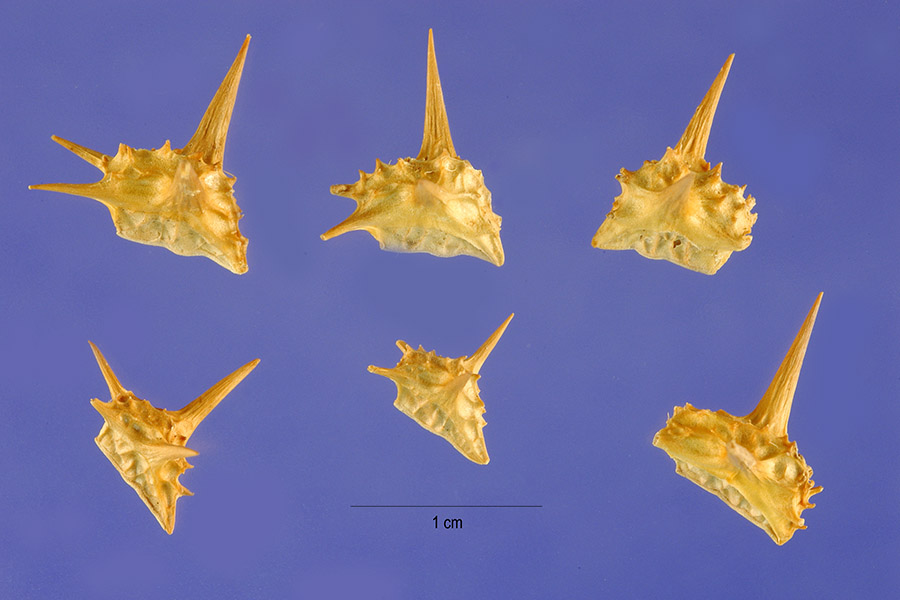
Die stacheligen Teilfrüchte des Erd-Burzeldorn (Tribulus terrestris)

### Erscheinungsbild und Blätter
Tribulus-Arten sind ein-, zweijährige bis ausdauernde krautige Pflanzen, die mehr oder weniger niederliegend sind. Oberirdische Pflanzenteile sind oft flaumig behaart. 
Die gegenständig angeordneten Laubblätter sind gefiedert mit drei bis zwölf Paaren Fiederblättchen. Nebenblätter sind vorhanden.

### Blütenstände und Blüten
Die gestielten Blüten stehen meist einzeln in den Blattachseln, manchmal in zymösen Blütenständen. Die zwittrigen Blüten sind radiärsymmetrisch und vier- bis fünfzählig mit doppelter Blütenhülle (Perianth). Die vier oder fünf freien Kelchblätter sind eiförmig. Die vier oder fünf freien Kronblätter sind meist gelb. Es sind zwei Kreise mit je vier oder fünf Staubblätter vorhanden; sie sind untereinander frei und auch nicht mit den Kronblättern verwachsen, die des inneren Kreises sind deutlich kürzer; oft sind fünf davon steril. Es ist ein ringförmiger, fleischiger, zehnlappiger Diskus vorhanden. Meist fünf (selten zwei bis vier) Fruchtblätter sind zu einem oberständigen, ei- bis kugelförmigen Fruchtknoten verwachsen, der durch eine falsche Scheidewand in mehrere Kammern geteilt ist – das unterscheidet die Gattung von allen anderen der Familie. Jede Fruchtknotenkammer enthält in axilärer Plazentation meist zwei bis fünf, selten bis zu zehn hängende Samenanlagen. Der Griffel endet in einer einfachen oder fünflappigen Narbe. Die Bestäubung erfolgt meist durch Insekten (Entomophilie).

### Früchte
Sie bilden Spaltfrüchte, die meist harte Stacheln besitzen, so dass die Früchte an Füßen und Fell von Tieren hängen bleiben und so für eine epizoochore Ausbreitung sorgen.

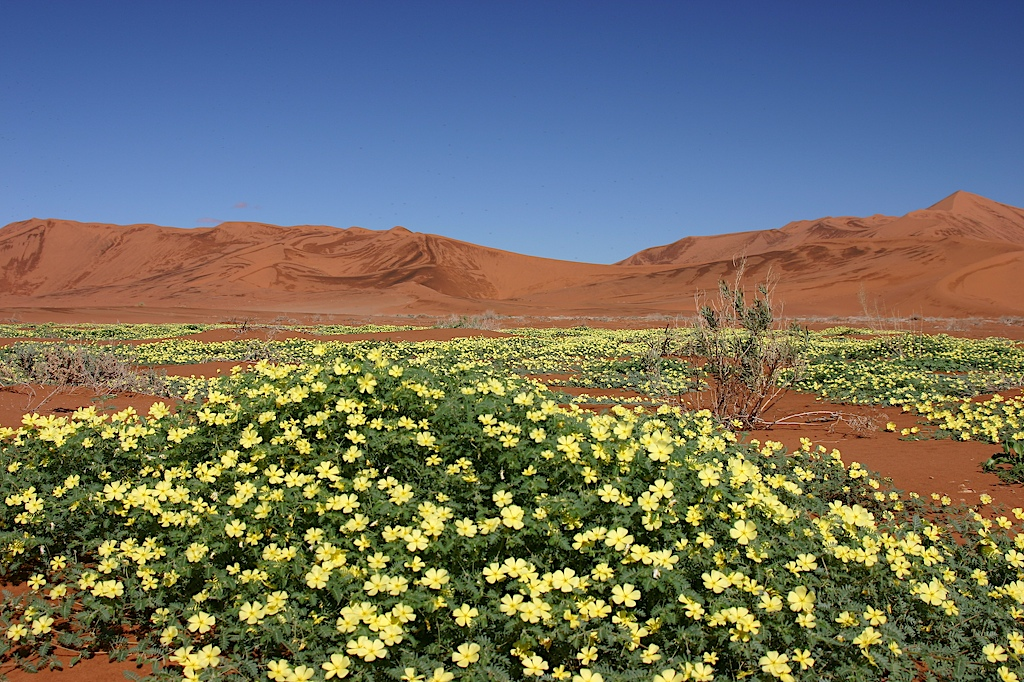
Tribulus zeyheri am Naturstandort bei Sossusvlei im Namib-Naukluft National Park

## Systematik und Verbreitung
Die Gattung Tribulus wurde 1753 durch Carl von Linné in Species Plantarum, Tomus 1, S. 386–387 aufgestellt. Als Lectotypus wurde Tribulus terrestris L. bei Vail und Rydberg: North American Flora, Volume 25, 1910 S. 109 festgelegt. Der Gattungsname Tribulus bezieht sich auf das gleiche lateinische Wort für die Kriegswaffe Krähenfuß aus vier Nägeln oder Stacheln.
Die Gattung Tribulus gehört zur Unterfamilie Tribuloideae innerhalb der Familie Zygophyllaceae. Manchmal wurde sie auch in eine Familie Tribulaceae gestellt.
Die paläotropische Gattung Tribulus ist in tropischen und subtropischen Ländern in Asien, Afrika, Südeuropa und im nördlichen Australien weit verbreitet. Sie gedeiht hauptsächlich in ariden und semiariden Gebieten. Die meisten Arten gibt es in der Saharo-Sindischen phytogeographischen Zone. Als invasive Pflanze wurde mindestens eine Art in die Neotropis eingeschleppt.
Es gibt 15 bis 20 Burzeldorn-Arten (Tribulus) (Auswahl):
- Tribulus cistoides L. (Syn.: Tribulus lanuginosus Blanco, Tribulus taiwanensis T.C.Huang & T.H.Hsieh[4]): Sie kommt in Afrika, in Madagaskar, auf den Komoren, in Indonesien, Papua-Neuguinea, Australien, Taiwan und China[4] vor.[3]
- Tribulus longipetalus Viv. (Syn.: Tribulus macropterus Boiss.): Es gibt etwa drei Unterarten.[5] Die Art kommt in Afghanistan, Südwestasien, Arabien, Sudan, Somalia, Nordafrika[5] und in Ecuador sowie Peru vor.[6]
- Tribulus micrococcus Domin: Sie kommt in den australischen Bundesstaaten Queensland sowie New South Wales vor.[3]
- Tribulus mollis Ehrenb. ex Schweinf. (Syn.: Tribulus ochroleucus (Maire) Ozenda & Quézel): Sie kommt von Algerien über die Sahara bis Somalia, der Arabischen Halbinsel und bis Pakistan vor.[5][7]
- Tribulus pentandrus Forssk. (Syn.: Tribulus alatus Delile, Tribulus parvispinus Presl): Sie kommt in Nord-, Ost- sowie Südafrika, Madagaskar, auf der südwestlichen Arabischen Halbinsel, in Westasien, Iran, Irak, und Pakistan und Indien vor.[3][5]
- Tribulus subramanyamii P.Singh, Giri & V.Singh
- Erd-Burzeldorn (Tribulus terrestris L., Syn.: Tribulus rajasthanensis Bhandari & V.S. Sharma, Tribulus lanuginosus L., Tribulus bicornutus Fisch. & Mey., Tribulus robustus Boiss. & Noé, Tribulus orientalis Kerner)[5]
- Tribulus zeyheri Sond.: Sie kommt in Venezuela vor.[6]